# Non mi spezzo
Non mi spezzo è il terzo album da solista del rapper Esa. Distribuito gratuitamente dalla sua etichetta indipendente Funk Ya Mama, l'album è stato registrato e masterizzato a Milano al FYM lab studio.

## Tracce
1. Nel mio quotidiano - 3:53
2. Odio i rappers - 3:38 - prod. DJ Yaner
3. Fire in the sky - 3:55
4. VI elemento - 3:57
5. Quando non ci sei - 3:10 - ft. La Manu
6. Mio fratello - 4:45 - prod. Tormento
7. Vicini - 3:40
8. Stasera siam fuori - 3:29 - prod. DJ Myke
9. Al naturale - 3:32
10. Non mi spezzo - 3:24
11. Corri fuori dai guai - 3:38 - prod. Cedric Fangeat - ft. Fede
12. Non ci torno - 3:35
13. Buongiorno (the day after) - 3:54